# Retter von Redwall/Episodenliste
Diese Liste der Retter-von-Redwall-Episoden enthält alle Episoden der Fernsehserie Retter von Redwall. Zwischen 1999 und 2001 entstanden in 3 Staffeln 39 Episoden.

## Staffel 1:Redwall(1999)
| Nr. (ges.) | Nr. (St.) | Deutscher Titel       | Originaltitel               | Erstausstrahlung USA | Deutschsprachige Erstausstrahlung (D) | Regie            |
| --- | --------- | --------------------- | --------------------------- | -------------------- | ------------------------------------- | ---------------- |
| 1 | 1         | Angriff auf Redwall   | Cluny the Scourge, Part One | 1. Apr. 2001         | 17. Dez. 2001                         | Raymond Jafelice |
| Der junge Matthias erinnert sich an seine Kindheit, wie Cluny die Geißel mit seiner Horde von Ratten in den Mossflower Wald kommt und seine Familie ermordet. |           |                       |                             |                      |                                       |                  |
| 2 | 2         | Cluny, der Tyrann     | Cluny the Scourge, Part Two | 1. Apr. 2001         | 18. Dez. 2001                         | Raymond Jafelice |
| Cluny sendet Schatten aus, um den Wandteppich im Kloster von Martin dem Krieger zu bekommen und nimmt er Familie Wühlmaus als Geisel. Asmodeus, die Schlange, wird in der Folge ebenso wie Basilius Hirsch Hase vorgestellt. |           |                       |                             |                      |                                       |                  |
| 3 | 3         | Martins Geheimnis     | Treachery                   | 8. Apr. 2001         | 19. Dez. 2001                         | Raymond Jafelice |
| Cluny lässt die Füchsin Sela und ihren Sohn Hühnerhund zu sich bringen, um sein Bein zu heilen. Er nutzt sie für seinen Plan, Redwall einzunehmen: Sie sorgen dafür, dass die Bewohner von Redwall glauben, sie würden am Tor angegriffen werden, wobei Cluny zur selben Zeit den tatsächlichen Angriff durch einen Tunnel ausführen will.                                                                                          |           |                       |                             |                      |                                       |                  |
| 4 | 4         | In Gefangenschaft     | Sparra's Kingdom            | 8. Apr. 2001         | 20. Dez. 2001                         | Raymond Jafelice |
| Matthias geht auf den Dachboden der Abtei, das Reich des Spatzenkönigs Bullenspats, da er vermutet, dass sich dort Martins Schwert befindet. Er erfährt, dass die Schlange Asmodeus das Schwert besitzt. |           |                       |                             |                      |                                       |                  |
| 5 | 5         | Der Wanderzirkus      | Cluny's Clowns              | 15. Apr. 2001        | 21. Dez. 2001                         | Raymond Jafelice |
| Ein Wanderzirkus kommt nach Mossflower und Cluny lässt zwei seiner Ratten einschleusen. Diese gelangen so in Redwall hinein und versuchen, es von innen zu öffnen. Methusalem stirbt. |           |                       |                             |                      |                                       |                  |
| 6 | 6         | Eine Frage der Moral  | High Standards              | 15. Apr. 2001        | 27. Dez. 2001                         | Raymond Jafelice |
| Basilius, Jess und Matthias versuchen, Martins Wandteppich von Cluny zurückzuerobern. Wegen Clunys Blockade kann keine Nahrung nach Redwall gebracht werden. |           |                       |                             |                      |                                       |                  |
| 7 | 7         | Neue Freunde          | Captain Snow                | 16. Apr. 2001        | 28. Dez. 2001                         | Raymond Jafelice |
| Da Matthias nicht weiß, wo sich Asmodeus befindet, sucht er die Eule Hauptmann Schnee auf, um sie danach zu fragen. Junker Julian, der vegetarische Kater und die Spitzmäuse werden vorgestellt. |           |                       |                             |                      |                                       |                  |
| 8 | 8         | Der Verräter          | Battle Plans                | 16. Apr. 2001        | 1. Jan. 2002                          | Raymond Jafelice |
| Cluny lässt sein Lager nun direkt vor Redwall aufschlagen. Basilius und Konstanze bauen eine gigantische Armbrust, um Cluny zu töten, erwischen auf Grund einer Verwechslung jedoch eine andere Ratte. |           |                       |                             |                      |                                       |                  |
| 9 | 9         | Kornblumes Entführung | The Visitor                 | 16. Apr. 2001        | 2. Jan. 2002                          | Raymond Jafelice |
| Die Haselmaus Farlo, ein Gewürzhändler, kommt nach Redwall und entführt Kornblume, da Cluny seine Frau Glendul gefangen hält. Matthias gelingt es, zusammen mit dem Vormaulwurf, beide zu befreien. |           |                       |                             |                      |                                       |                  |
| 10 | 10        | Kriegsfeder in Gefahr | A Favor Returned            | 16. Apr. 2001        | 3. Jan. 2002                          | Raymond Jafelice |
| Einige Haselmäuse werden von Asmodeus getötet und gefressen. Matthias verlässt Redwall, da er versuchen will, Martins Schwert zu finden. Kriegsfeder erzählt ihm von Clunys neuem Angriffplan, sodass Matthias zur Abtei zurückeilt. Kriegsfeder und ein weiterer Spatz fliegen über Clunys Lager, um die Ratten zu zählen, wobei Kriegsfeder verletzt und gefangen genommen wird. Die Ratten legen sie auf einen Weg von Asmodeus. |           |                       |                             |                      |                                       |                  |
| 11 | 11        | In der Schlangengrube | Asmodeus                    | 16. Apr. 2001        | 4. Jan. 2002                          | Raymond Jafelice |
| Matthias gelingt es schließlich, die Höhle von Asmodeus zu finden. Mit Hilfe der Spitzmaus Guosim findet er den schlafenden Asmodeus und gelangt an das Schwert, das hinter diesem im Fels steckt. Cluny erschafft sich eine Armee, indem er jeden Waldbewohner zwingt, für ihn zu kämpfen. Asmodeus wird am Ende von Matthias geköpft, jedoch stecken er und die Feldmäuse im Untergrund fest.                                     |           |                       |                             |                      |                                       |                  |
| 12 | 12        | Gefährlicher Rückweg  | Underground                 | 16. Apr. 2001        | 7. Jan. 2002                          | Raymond Jafelice |
| Matthias und die Spitzmäuse suchen einen Weg aus der Höhle. Inzwischen plant Cluny seinen Angriff. Er erfährt, dass Matthias zu Asmodeus ging, um das Schwert zurückzubekommen und bläst daher umgehend zum Sturm auf Redwall. Kornblume findet die Rüstung von Martin dem Krieger auf dem Dachboden der Abtei. |           |                       |                             |                      |                                       |                  |
| 13 | 13        | Das letzte Gefecht    | The Final Conflict          | 16. Apr. 2001        | 8. Jan. 2002                          | Raymond Jafelice |
| Cluny zwingt die Spitzmaus Plumpin, sich in Redwall einzuschleusen und ihm von innen zu öffnen. Matthias und die Spitzmäuse eilen von Mossflower zur Abtei. Als Matthias Redwall erreicht, beginnt der letzte Kampf. Cluny wird schließlich wie alle seine Gefolgsleute getötet. |           |                       |                             |                      |                                       |                  |

## Staffel 2:Mattimeo(2000)
| Nr. (ges.) | Nr. (St.) | Deutscher Titel            | Originaltitel              | Erstausstrahlung USA | Deutschsprachige Erstausstrahlung (D) | Regie                       |
| --- | --------- | -------------------------- | -------------------------- | -------------------- | ------------------------------------- | --------------------------- |
| 14 | 1         | Slagars Rache              | Slagar The Slaver          | 19. Apr. 2001        | 9. Jan. 2002                          | Raymond Jafelice, Luc Bihan |
| Der Fuchs Slagar der Grausame nimmt Auma, eine Dächsin, von ihrem Vater Orlando weg. Slagar gelangt nach Redwall, sorgt dafür, dass jeder einschläft und entführt auch hier die Kinder, während er Matthias Namen verflucht. |           |                            |                            |                      |                                       |                             |
| 15 | 2         | Böses Erwachen             | The Magician Revealed      | 20. Apr. 2001        | 10. Jan. 2002                         | Raymond Jafelice, Luc Bihan |
| Mattimeo, Sam, Cynthia, Auma und andere Bewohner von Redwall finden heraus, dass der Fuchs Slagar früher als Hühnerhund bekannt gewesen ist und für tot gehalten worden war. |           |                            |                            |                      |                                       |                             |
| 16 | 3         | Rätsel                     | Where the Little Folk Go   | 23. Apr. 2001        | 11. Jan. 2002                         | Raymond Jafelice, Luc Bihan |
| Matthias, Jess und Basilius Hirsch Hase finden den jungen Fischotter Lauser. Jubel, der Igeljunge, ist von Slagar gefangen worden. Der Molch Skörl Schleimschwanz betrügt die Sklaven um alles, was diese noch haben. Matthias, Jess und Basilius treffen Jabes Strunk und Orlando, woraufhin sie sich ihnen anschließen. Die Bewohner von Redwall bekommen erste Hinweise von Martin dem Krieger.                 |           |                            |                            |                      |                                       |                             |
| 17 | 4         | Des Rätsels Lösung         | Found... And Lost          | 24. Apr. 2001        | 14. Jan. 2002                         | Raymond Jafelice, Luc Bihan |
| Matthias ist Slagar dicht auf der Spur. Er und die anderen gelangen in eine Höhle, deren Zugang Slagar mit einem Haufen Steine zuschütten lässt. Die Bewohner von Redwall finden weitere Hinweise darauf, wo sich Slagar befindet. |           |                            |                            |                      |                                       |                             |
| 18 | 5         | Misslungene Flucht         | To Be a Warrior            | 25. Apr. 2001        | 15. Jan. 2002                         | Raymond Jafelice, Luc Bihan |
| Slagar und die Sklaven ziehen immer weiter, die Bewohner von Redwall finden weitere Hinweise. |           |                            |                            |                      |                                       |                             |
| 19 | 6         | General Eisenschnabel      | Ironbeak                   | 26. Apr. 2001        | 16. Jan. 2002                         | Raymond Jafelice, Luc Bihan |
| Der Rabe General Eisenschnabel kommt mit seiner Armee von Saatkrähen, Krähen und Elstern nach Mossflower und beginnt, Redwall anzugreifen. |           |                            |                            |                      |                                       |                             |
| 20 | 7         | Floßfahrt mit Hindernissen | Peril in the Toplands      | 27. Apr. 2001        | 17. Jan. 2002                         | Raymond Jafelice, Luc Bihan |
| Slagar bringt die Sklaven auf ein Plateau, wo die Ratte Stonefleck auf sie wartet. Diese führt sie durch einen Wald mit gefährlichen Kreaturen und über einen Fluss, wo bereits eine gigantische Horde Ratten auf sie wartet. Mit der Hilfe der Eule, Sir Harry, gelangen Matthias und die anderen auf das Plateau. Sie gehen durch den Wald und überqueren den Fluss. Die Ratten versuchen sie dabei aufzuhalten. |           |                            |                            |                      |                                       |                             |
| 21 | 8         | Diebische Elstern          | Feathered Friends and Foes | 30. Apr. 2001        | 18. Jan. 2002                         | Raymond Jafelice, Luc Bihan |
| Eisenschnabel nimmt mit seiner Armee Teile von Redwall ein. Die Spatzen entdecken Matthias, der auf einem Plateau gegen die Ratten kämpft. Matthias gewinnt mir Hilfe der Spatzen, jedoch kommt Kriegsfeder bei dem Kampf ums Leben. |           |                            |                            |                      |                                       |                             |
| 22 | 9         | Der Abgrund                | The Abyss                  | 1. Mai 2001          | 21. Jan. 2002                         | Raymond Jafelice, Luc Bihan |
| Mattimeo und die anderen werden gezwungen, eine Wüste zu durchqueren und über eine marode Brücke über einen großen Abgrund zu gehen. Nachdem sie die Brücke überquert haben, brennt Slagar sie nieder. Die Eule, Sir Harry, kommt Matthias zur Hilfe, sodass er und seine Verbündeten den Abgrund überqueren können.                                                                                               |           |                            |                            |                      |                                       |                             |
| 23 | 10        | Herrscher der Unterwelt    | Malkariss                  | 2. Mai 2001          | 22. Jan. 2002                         | Raymond Jafelice, Luc Bihan |
| Der Kampf gegen Eisenschnabel verschärft sich. Matthias und die anderen werden von einem verrückten, alten Kaninchen gewarnt, dass Gefahr vor ihnen liegt. Bald darauf stoßen sie auf Slagars Gefolgsleute, die dieser zurückgelassen hat. |           |                            |                            |                      |                                       |                             |
| 24 | 11        | Das Reich im Untergrund    | Battle                     | 3. Mai 2001          | 23. Jan. 2002                         | Raymond Jafelice, Luc Bihan |
| Mattimeo und den anderen wird das Untergrundreich von Malkariss gezeigt. Matthias und seine Leute finden heraus, dass das Reich einst ein Kloster war. Der Kampf gegen die Ratten in schwarzen Roben beginnt. Ein verletzter Rotmilan taucht in Redwall auf und wird von Konstanze verpflegt. General Einsenschnabel kontrolliert nun fast die ganze Abtei.                                                        |           |                            |                            |                      |                                       |                             |
| 25 | 12        | Wieder vereint             | Reunited                   | 4. Mai 2001          | 24. Jan. 2002                         | Raymond Jafelice, Luc Bihan |
| Matthias muss gegen ein Monster kämpfen. Die Sklaven werden befreit. Matthias wird für tot gehalten, als eine Klippe hinunterfällt. Dort stellt er fest, dass Malkariss ein altes Wiesel ist. |           |                            |                            |                      |                                       |                             |
| 26 | 13        | Rückkehr nach Redwall      | Return to Redwall          | 7. Mai 2001          | 25. Jan. 2002                         | Raymond Jafelice, Luc Bihan |
| Das Königreich von Malkariss ist zerstört. Der Rotmilan tötet Eisenschnabel. Orlando und Matthias jagen Slagar, aber dieser fällt schließlich einen Schacht hinunter und stirbt. Alle kehren sicher zur Abtei Redwall zurück. |           |                            |                            |                      |                                       |                             |

## Staffel 3:Martin the Warrior(2001)
| Nr. (ges.) | Nr. (St.) | Deutscher Titel              | Originaltitel                    | Erstausstrahlung USA | Deutschsprachige Erstausstrahlung (D) | Regie            |
| --- | --------- | ---------------------------- | -------------------------------- | -------------------- | ------------------------------------- | ---------------- |
| 27 | 1         | Gefangen                     | Captured                         | 14. Apr. 2002        | 23. Apr. 2005                         | Raymond Jafelice |
| Der junge Martin kämpft gegen das Wiesel Hisk, erinnert sich daran, wie er gefangen genommen wurde und wie sehr er Lord Badrang, ein Hermelin, hasst. Zur gleichen Zeit kommen Rose und Grum nach Marshank, auch Clogg sieht Marshank bereits in der Ferne.                                                       |           |                              |                                  |                      |                                       |                  |
| 28 | 2         | Käpt'n Cloggs Rückkehr       | The Return of Clogg              | 21. Apr. 2002        | 30. Apr. 2005                         | Raymond Jafelice |
| Der Hermelin-Pirat Clogg kommt an Land und trifft dort seinen alten Kumpel Lord Badrang. |           |                              |                                  |                      |                                       |                  |
| 29 | 3         | Flucht aus Marshank          | Escape from Marshank             | 28. Apr. 2002        | 7. Mai 2005                           | Raymond Jafelice |
| Martin, Brome und Felldoh entkommen aus Marshank mit der Hilfe von Rose und Grum. |           |                              |                                  |                      |                                       |                  |
| 30 | 4         | Neue Freunde und alte Feinde | New Friends and Old Enemies      | 12. Mai 2002         | 14. Mai 2005                          | Raymond Jafelice |
| Brom, Felldoh, Martin, Rose, und Grum werden auf dem Meer alle getrennt. Brom und Felldoh werden nicht weit entfernt an Land gespült, dort von einer fahrenden Gauklertruppe entdeckt und aufgenommen. Martin, Rose und Grum werden hingegen Sklaven einer Zwergspitzmauskolonie, wo sie den Igel Pallum treffen. |           |                              |                                  |                      |                                       |                  |
| 31 | 5         | Spiel mit hohem Einsatz      | The Play's the Thing             | 19. Mai 2002         | 21. Mai 2005                          | Raymond Jafelice |
| Um die anderen Sklaven auf Marshank zu befreien, planen Felldoh, Brom und Ballaw, zusammen mit dem Rest der Gauklertruppe, einen Überfall auf Marshank. |           |                              |                                  |                      |                                       |                  |
| 32 | 6         | Freiheit und Ungeheuer       | Freedom and Monsters             | 26. Mai 2002         | 28. Mai 2005                          | Raymond Jafelice |
| Rose, Grum, Martin und Pallum eilen in Richtung Roses Heimat Noonvale, während Felldoh und Brom versuchen, die Sklaven zu befreien. |           |                              |                                  |                      |                                       |                  |
| 33 | 7         | Doppelte Flucht              | The Great Escapes                | 16. Juni 2002        | 4. Juni 2005                          | Raymond Jafelice |
| Rose, Grum, Martin und Pallum werden von den kannibalischen Eidechsen gefangen genommen, aber glücklicherweise von dem Reiher „Wächter“ gerettet. Felldoh, Brom und die entflohenen Sklaven kämpfen gegen Clogg und seine Piraten.                                                                                |           |                              |                                  |                      |                                       |                  |
| 34 | 8         | Dem Schlangensumpf entkommen | From Marshes to Mountain Heights | 23. Juni 2002        | 11. Juni 2005                         | Raymond Jafelice |
| Martin und seine Freunde verlassen die Sümpfe und gehen ins bergige Land, wo sie auf wilde Eichhörnchen stoßen. |           |                              |                                  |                      |                                       |                  |
| 35 | 9         | In die Enge getrieben        | Heroes and Fools                 | 30. Juni 2002        | 18. Juni 2005                         | Raymond Jafelice |
| Martin kämpft gegen Wakk, den Führer der Eichhörnchen und muss anschließend einen Berg erklimmen, wird allerdings von den Gawtrybes verfolgt. |           |                              |                                  |                      |                                       |                  |
| 36 | 10        | Aus dem Tunnel ans Licht     | Tunnel Vision                    | 7. Juli 2002         | 25. Juni 2005                         | Raymond Jafelice |
| Martin und seine Freunde werden von der Eule Muldra gerettet. Felldoh beginnt, Marshank jede Nacht anzugreifen. |           |                              |                                  |                      |                                       |                  |
| 37 | 11        | Felldohs Rache               | Felldoh's Revenge                | 14. Juli 2002        | 2. Juli 2005                          | Raymond Jafelice |
| Felldoh ist von dem Kampf gegen Marshank geradezu besessen und wird später direkt vor Marshanks Tor wegen eines Hinterhaltes getötet. Martin und die anderen erreichen Noonvale. |           |                              |                                  |                      |                                       |                  |
| 38 | 12        | Die Schlacht um Marshank     | Battlefield Marshank             | 21. Juli 2002        | 9. Juli 2005                          | Raymond Jafelice |
| Martin verlässt Noonvale mit einer Armee, um Marshank anzugreifen. Ihm schließen sich die Gauklergruppe und die entflohenen Sklaven an. Die Eule Muldra hat eine Armee von Spitzmäusen, den Gawtrybes und andere Geschöpfen versammelt, um Martins Armee zu vergrößern.                                           |           |                              |                                  |                      |                                       |                  |
| 39 | 13        | Bitterer Sieg                | Rose of Noonvale                 | 28. Juli 2002        | 16. Juli 2005                         | Raymond Jafelice |
| Die letzte Schlacht findet im Inneren von Marshank statt. Am Ende wird Badrang getötet, ebenso Martins geliebte Rose. |           |                              |                                  |                      |                                       |                  |